# Сэнтли, Чарльз
Чарльз Сэнтли (англ. Charles Santley) — британский оперный певец (баритон). Рыцарь Британской империи.

## Биография

### Ранняя жизнь
Был старшим сыном Уильяма Сантли, подмастерья переплетчика, органиста и учителя музыки из Ливерпуля в северной Англии. У него были брат и две сестры, одну из которых звали Кэтрин. Он получил образование в средней школе Ливерпульского института.
В 1855 году отправился в Италию, учиться на певца. Он учился у Гаэтано Навы, который стал его другом на всю жизнь. В 1857 году вернулся в Лондон.
Дебютировал как солист в оратории Гайдна «Сотворение мира» в 1857 году, где его услышал Мануэль Гарсиа, предложивший певцу обучаться у него. Много концертировал, исполняя оратории и арии из различных опер. В 1859 году впервые выступил на оперной сцене в «Диноре» Мейербера.
В декабре 1907 года посвящён в рыцари.
Автор нескольких трудов по вокалу и двух книг воспоминаний.

## Книги
- Метод обучения баритону, перевод "Metodo pratico di vocalizzazione, per le voci de basso e baritono" Дж. Навы (Лондон, 1872)
- Студент и певец, Воспоминания Чарльза Сэнтли (Макмиллан, Лондон, 1893)
- Поющий Мастер (1900)
- Искусство пения и вокальной декламации. Учебное пособие. (1908)[4]
- Воспоминания о моей жизни (Исаак Питман, Лондон, 1909).